# Grace Bullen
Grace Jacob Bullen (Ghinda, 7 de fevereiro de 1997) é uma lutadora de estilo-livre norueguesa.

## Início da vida
Nascida em um campo de refugiados na Eritreia, de pais sul-sudaneses, ela se mudou para Fredrikstad, Noruega, em 2001, aos quatro anos de idade. Já aos quatro anos de idade, ela começou a lutar no clube de artes marciais Atlas.

## Carreira
Nos Jogos Olímpicos de Verão da Juventude de 2014, realizados em Nanquim, China, Bullen representou a Noruega e ganhou a medalha de ouro no evento feminino de 60 kg. Na final, ela derrotou Pei Xingru da China. Em 2015, ela representou a Noruega nos Jogos Europeus realizados em Baku, Azerbaijão, e ganhou uma das medalhas de bronze no evento feminino de 58 kg. Ela perdeu sua primeira partida contra Emese Barka da Hungria e entrou na repescagem. Aqui ela venceu Valeria Koblova por vitória fácil e derrotou Irina Netreba do Azerbaijão na luta pela medalha de bronze. Bullen também competiu no evento feminino de 58 kg no Campeonato Mundial de Wrestling de 2015, realizado em Las Vegas, Estados Unidos, onde foi eliminada em sua segunda partida por Marianna Sastin da Hungria.
Em 2016, Bullen ganhou a medalha de prata no 58 kg feminino no Campeonato Europeu de Luta Livre realizado em Riga, Letônia. Na final, ela perdeu para Nataliya Synyshyn do Azerbaijão. No ano seguinte, ela ganhou a medalha de ouro no mesmo evento no Campeonato Europeu de Luta Livre de 2017 realizado em Novi Sad, Sérvia. Na final, ela derrotou Mariana Cherdivara da Moldávia. No mesmo ano, Bullen foi eliminada em sua primeira luta no evento feminino de 58 kg no Campeonato Mundial de Luta Livre de 2017 realizado em Paris, França.
Em 2018, Bullen competiu no evento de 57 kg no Campeonato Mundial de Luta Livre realizado em Budapeste, Hungria. Ela venceu sua primeira luta contra Giullia Penalber do Brasil e sua próxima luta contra Jong In-sun da Coreia do Norte. Ela então perdeu sua próxima luta contra Rong Ningning da China; Rong ganhou a medalha de ouro. Bullen então não conseguiu garantir a medalha de bronze em sua luta contra Pooja Dhanda da Índia. Um mês depois, no Campeonato Mundial de Luta Livre Sub-23 de 2018 realizado em Bucareste, Romênia, ela ganhou a medalha de ouro no evento feminino de 59 kg.
Em 2019, Bullen ganhou uma das medalhas de bronze no evento feminino de 57 kg no Golden Grand Prix Ivan Yarygin realizado em Krasnoyarsk, Rússia. No mesmo ano, ela também competiu no evento de 57 kg nos Jogos Europeus de 2019 realizados em Minsk, Bielo-Rússia, onde perdeu sua luta pela medalha de bronze contra Anastasia Nichita da Moldávia. Em 2020, Bullen ganhou a medalha de ouro no evento de 57 kg no Campeonato Europeu de Luta Livre realizado em Roma, Itália. Na final, ela derrotou Alina Akobiia da Ucrânia.
Em março de 2021, Bullen competiu no Torneio Europeu de Qualificação em Budapeste, Hungria, na esperança de se classificar para as Olimpíadas de Verão de 2020 em Tóquio, Japão. Suas esperanças foram frustradas quando ela foi eliminada em sua primeira luta por Bediha Gün da Turquia. Um mês depois, ela foi eliminada em sua segunda luta no evento de 59 kg no Campeonato Europeu de Luta Livre de 2021, realizado em Varsóvia, Polônia. Em maio de 2021, ela não conseguiu se classificar para as Olimpíadas no Torneio Mundial de Qualificação realizado em Sofia, Bulgária. Ela venceu suas duas primeiras lutas, mas foi eliminada nas semifinais por Veronika Chumikova. Em outubro de 2021, ela foi eliminada em sua primeira luta no evento feminino de 59 kg no Campeonato Mundial de Luta Livre realizado em Oslo, Noruega.
Em 2022, Bullen ganhou a medalha de ouro em seu evento no Matteo Pellicone Ranking Series 2022 realizado em Roma, Itália. Ela ganhou a medalha de prata no evento de 59 kg no Campeonato Mundial de Luta Livre de 2022 realizado em Belgrado, Sérvia.
Bullen ganhou a medalha de prata no evento de 62 kg no Campeonato Europeu de Luta Livre de 2023, realizado em Zagreb, Croácia. Ela ganhou uma das medalhas de bronze no evento de 62 kg no Campeonato Mundial de Luta Livre de 2023, realizado em Belgrado, Sérvia. Como resultado, ela ganhou uma vaga para a Noruega nas Olimpíadas de Verão de 2024 em Paris, França.
Bullen ganhou a medalha de ouro no evento de 62 kg no Campeonato Europeu de Luta Livre de 2024, realizado em Bucareste, Romênia. Ela derrotou Luisa Niemesch da Alemanha em sua luta pela medalha de ouro.
Bullen ganhou uma das medalhas de bronze na categoria feminina de 62 kg nas Olimpíadas de Verão de 2024 em Paris, França. Ela derrotou Ana Godinez do Canadá em sua luta pela medalha de bronze.